# Histoire du Monopoly
L'histoire du Monopoly commence au début du XXe siècle. 

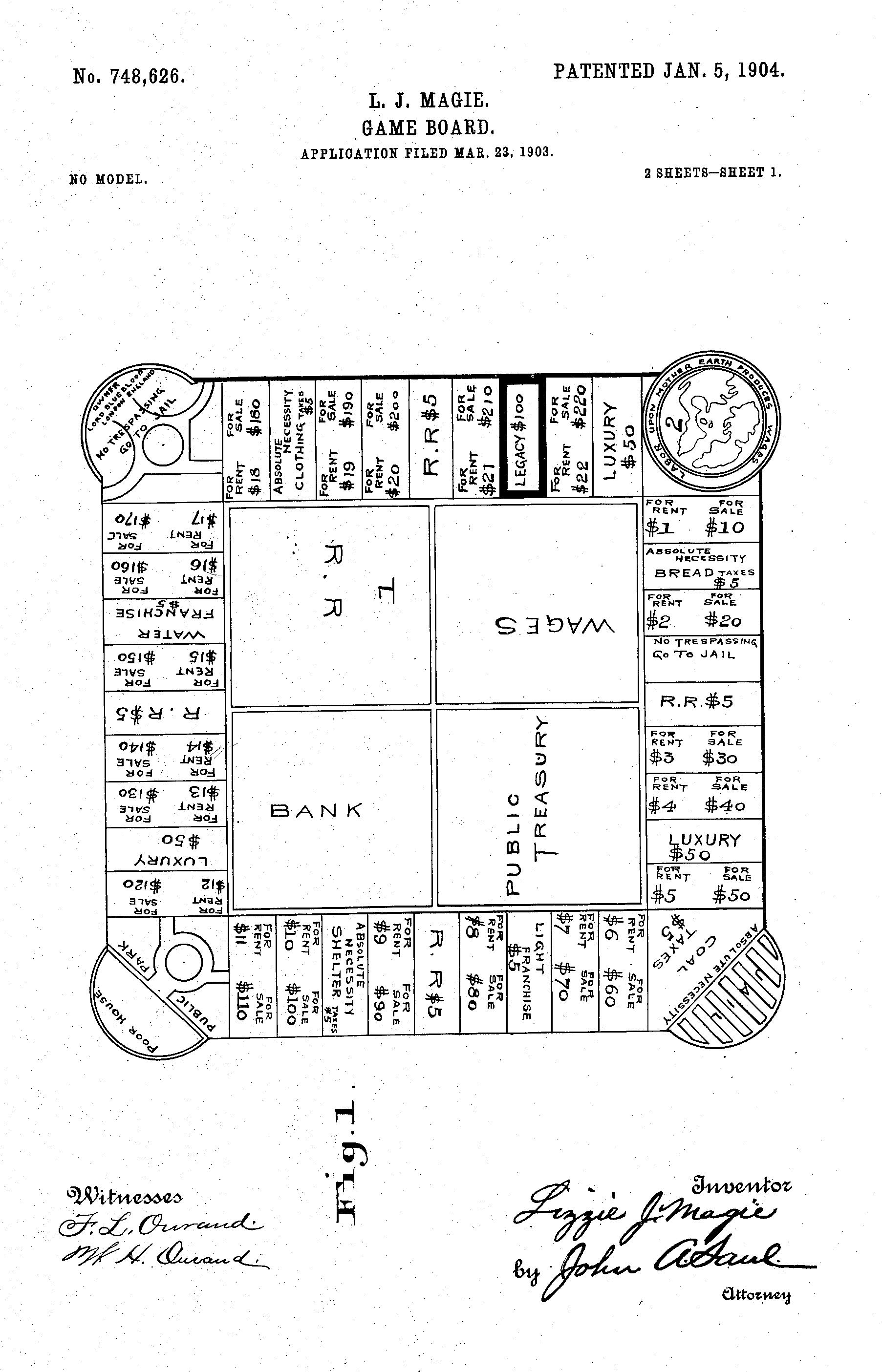
5 janvier 1904, schéma reçu par le bureau des brevets américain pour le jeu de société d'Elizabeth Magie, The Landlord's Game.

En 1902, l'Américaine Elizabeth Magie conçoit The Landlord's Game (ou « Jeu du propriétaire foncier ») qui semble être la source d'inspiration du Monopoly tel que nous le connaissons. Enregistré au bureau des brevets 2 ans plus tard, ce jeu a pour objectif d'illustrer les conséquences économiques de la loi de Ricardo en cas de rente de situation ainsi que la pensée de Henry George, sur sa proposition d'impôt unique et les privilèges économiques. Dans la même veine, entre 1906 jusqu'aux années 1930, ce concept – acheter et vendre des terrains pour les développer – fut repris par plusieurs jeux de société. En 1933, le premier plateau de jeu similaire au Monopoly actuel est vendu par Parker Brothers. Les frères Parker, et leur société deviendront les distributeurs de ce jeu dans le monde jusqu'au XXIe siècle.
Depuis les années 1970, une légende urbaine veut que Charles Darrow soit le créateur unique du Monopoly. Cette croyance était confirmée dans les instructions du jeu, dans un livre sur le Monopoly publié en 1974, et dans les autres médias jusqu'en 2007,,,. 